# The War of the Roses
The War of the Roses (Brasil: A Guerra dos Roses / Portugal: A Guerra das Rosas) é uma produção cinematográfica estadunidense, do gênero comédia, lançado em 1989. É baseado no romance "A Guerra dos Roses" (1981), de Warren Adler. É uma comédia humor negro sobre um jovem casal que aparenta ter um casamento perfeito. Ele é um advogado bem sucedido e sua esposa está inciando o seu próprio negócio de alimentação. Quando seu casamento começa a desmoronar, bens materiais se tornam o centro de uma escandalosa e amarga batalha pelo divórcio. O filme é estrelado por Michael Douglas, Kathleen Turner e Danny DeVito. Os três atores já haviam trabalhado juntos em Romancing the Stone e sua sequência The Jewel of the Nile. DeVito dirigiu o filme, que também teve o produtor James L. Brooks e o ator Dan Castellaneta trabalhando em um projeto fora de Os Simpsons. A sequência do título de abertura foi criada por Saul Bass e Elaine Makatura Bass.
A estreia de The War of the Roses ocorreu em Los Angeles em 4 de dezembro e em Nova York no Gotham Theatre, atual Central Theatre, em 6 de dezembro de 1989. Foi lançado nos Estados Unidos em 8 de dezembro de 1989, pela 20th Century Fox. Após o seu lançamento, o filme foi um sucesso com os críticos e um sucesso de bilheteria, arrecadando US$ 86,888,546 em receitas de bilheteria nos EUA e US$73,300,000 no exterior, totalizando US$160,188,546.
Tanto no romance quanto no filme, o nome da família do casal é Rose, e o título é uma alusão às batalhas entre as Casas de York e Lencastre (Guerra Civil Inglesa) durante o final da Idade Média. Nas regiões de língua alemã, desde o lançamento do filme, a palavra Rosenkrieg (que significa "Guerra dos Roses") veio a denotar uma luta tão amarga por posses materiais, como descrito no filme (e muitas vezes também pela custódia dos filhos) com a maioria dos falantes completamente inconscientes das origens da palavra.
Em 2013, foi anunciado que seria feita uma continuação do filme produzida por Permut Presentations e a Grey Eagle Films baseados no livro The War of the Roses: The Children, adaptação da sequência literária escrita por Warren Adler, autor do romance que deu origem ao filme original. A continuação mostraria o ponto de vista das crianças sobre a separação épica dos Roses e as consequências dessa infância conturbada. O menino acaba se divorciando por conta de um chocolate desaparecido e a garota é uma promíscua com problemas alimentares.

## Sinopse
O filme começa com o advogado Gavin D'Amato (Danny DeVito) conversando com um cliente sobre divórcio e cigarros. Gavin diz ao homem que ele "parou de fumar por treze anos, e então Barbara apareceu". Um breve flashback mostra Barbara Rose (Kathleen Turner) tentando seduzir Gavin. Então Gavin começa a contar ao seu cliente sobre a Guerra dos Roses.
Oliver Rose (Michael Douglas) conhece Barbara em Nantucket, no final da estação turística. Ambos se encontram um pequeno leilão. Oliver deseja uma pequena estátua japonesa. Oliver começa a dar seus lances, porém seus lances são constantemente superados por Barbara, sendo que esta vence o leilão. Oliver se aproxima de Barbara, e eles têm uma agradável conversa, onde Barbara demonstra alguns movimentos de ginástica. Mais tarde, ela perde o seu barco e acaba tendo relações sexuais com o Oliver.
Avançando alguns anos, o filme mostra Oliver trabalhando arduamente em uma empresa, Barbara é uma garçonete, e eles têm dois filhos, Josh e Carolyn. As crianças são desobedientes e mimadas, e sua mãe dá a eles o que eles querem (especialmente doces). Bárbara incentiva Oliver para um passeio na Véspera de Natal, mostrando o Morgan (automóvel clássico que Oliver sempre quis) que ela comprou para ele. Tudo parece um conto de fadas.
Avançando alguns anos, vemos que Oliver tem uma carreira bem sucedida, Barbara ainda é uma garçonete e as crianças se tornaram obesas. Oliver convidou seus sócios seniores para jantar em seu apartamento e quer fazer uma boa impressão. Oliver quer mostrar suas taças Baccarat e insiste para que Barbara conte a história sobre como eles as adquiriram. Barbara começa a contar tal história, mas é constantemente interrompida por Oliver. Ela também fica chateada com os risos sem-graça de Oliver e com o fato de Gavin estar brincando com a sua companheira, utilizando cenouras para massagear os pés. Naquela noite, ela começa a provocar Oliver, falando-lhe sobre o seu riso.
Algum tempo depois, nós vemos que Barbara escreveu cartas para os proprietários de várias mansões, na esperança de que alguém venda para ela. Em uma dessas ocasiões, ela escreve uma carta a um proprietário, e quando ela tenta colocar a carta sob a porta, atende a filha do proprietário da mansão, recentemente falecido. A filha está à procura de alguém para cuidar da casa, e os Roses compram a casa.
Depois de muitos anos de trabalho árduo na mobília e decoração, Barbara apronta a casa, para a sua satisfação. As crianças (agora crescidas e de feições atléticas) acabaram o colegial. Ela começa seu próprio negócio de alimentação e compra por si mesma um grande utilitário, para desgosto do Oliver. Com o passar do tempo, Bárbara torna-se irritada com tudo que Oliver faz, embora Oliver seja alheio aos sentimentos da sua esposa.
Quando ela pede a ele para verificar um contrato para um almoço que ela irá realizar, ele esmaga uma mosca com tal papel, e em seguida, recebe animado um telefonema na qual esperava por boas notícias para ele. Barbara vai para a cozinha, liga todos os aparelhos e depois deixa o local.
Naquela noite, Oliver e Barbara começam a lutar na cama, até Barbara acertar Oliver entre as pernas, causando-lhe dor. Quando ele começa a questioná-la, ela desliga a luz e dá as costas a ele. Ele grita "Que diabos está acontecendo com você?". Ela não responde.
No dia seguinte, Oliver acha que está tendo um ataque cardíaco durante um almoço com seus clientes. Ele é levado para o hospital. Oliver fica com medo, porque acha que está morrendo, e escreve um bilhete para Barbara dizendo "Tudo o que sou e, tudo o que tenho, devo a você". Ele vem a saber que não era um ataque cardíaco, e aguarda por Barbara, que iria buscá-lo no hospital. Ela não apareceu. Ele acaba pegando um trem para casa.
Mais tarde, Bárbara chega em casa e fica aliviada ao ver que ele está bem. Ele lê para ela seu bilhete. Mais tarde naquela noite, Oliver cai rápido no sono e Barbara está inquieta. Ela acorda Oliver, colocando os dedos em seu nariz, querendo lhe falar sobre o que aconteceu a caminho do hospital. Ela lhe diz que sentiu medo porque se sentiu feliz, feliz pois ela estaria livre dele. Ela finalmente revela que quer o divórcio, e que estava tão desgostosa com ele que ela queria "arrebentar a cara dele" cada vez que ela vê-lo. Quando Oliver a provoca, ela responde com um murro que deixa o seu marido dolorido. Oliver então diz a ela para achar um bom advogado, sendo que ela responde: "O melhor o seu dinheiro pode comprar."
Infelizmente, ambos querem a casa e o seu conteúdo, e nenhum deles está disposto a ceder. Eles passam a atormentar um ao outro, passando por situações bizarras, e a destruir as coisas mais valiosas que o outro tem. Oliver passa por cima do gato de Barbara e o joga no lixo, deixando-a sem saber o que aconteceu ao gato. Quando Barbara tem vários convidados para jantar, Oliver se intromete, claramente bêbado, e na frente de todos sopra seu nariz em uma grande tigela de sopa. Ele vai até a cozinha, onde urina na travessa do peixe - o próximo prato. Barbara acerta-lhe nas costas e, em seguida, dirige o seu utilitário sobre o Morgan de Oliver. Ela então dirige até o fim da rua e volta. Neste ponto, os convidados, descrentes do que estão presenciando, assistem Barbara acelerar o motor enquanto Oliver tenta entrar no carro dele para salvá-lo, mas a porta não abre, e Barbara desvia dele no último minuto antes de fazer outro cavalo-de-pau. Oliver entra em seu carro, e com um megafone Barbara diz friamente "Sai do carro, hun", e em seguida avança sobre o carro, empurrando o carro de Oliver pelo jardim e destruindo-o completamente.
No dia seguinte ela faz um pouco de patê, que ele acha delicioso. Embora o cão de Oliver esteja vivo e bem do lado de fora da casa, Barbara insinua que o patê foi feito com a carne do cão. Furioso, Oliver a ataca e eles lutam pela casa, atirando pratos e outros itens valiosos entre si. Oliver joga uma cadeira na empregada Susan, após confundir ela com a Barbara. Susan, depois de sair do meio da confusão, chama Gavin.
Eventualmente, o único ornamento restante na casa é aquele do leilão e Oliver o amarra a uma corda no corrimão de modo que, quando ela tenta obtê-lo, ele poderia puxá-lo para longe e, apanhá-lo. Ele diz a Bárbara "Você pode ter a casa, se você dizer que ele é meu" para o que ela responde "Ok … ele é meu". Oliver despedaça-o então e, em seguida, Barbara finge que ela foi atingida por uma peça. Ele vai até ela, que inicia uma luta com ele e, em seguida, ela cai através do corrimão e agarra o lustre. Ela tenta ficar confortável no lustre e ele, em um esforço para salvá-la, tenta puxar o lustre, mas é arrastado para o mesmo. Como ambos estão presos no lustre, eles conversam, e ele diz que ainda a ama; ela está prestes a responder, porém Gavin os vê através de uma janela e então os Roses gritam para que Gavin traga uma escada.
O lustre cede um pouco e Barbara diz que desapertou um pouco os parafusos para que o lustre caísse sobre ele, mas ele assegura-lhe que os dois fios poderiam aguentar 200 libras. Entretanto, o lustre acaba caindo no chão. Num esforço derradeiro, Oliver põe a sua mão sobre o ombro de Barbara. Ela olha e tira a mão de seu ombro. Em seguida, eles morrem. Gavin e Susan entram na casa e encontram-nos mortos.
O filme então volta para Gavin, que diz ao seu cliente que ele tem duas opções: ele pode ir em frente com o divórcio - o que exigiria uma longa e dura luta, ou ele pode se levantar e ir para a casa de sua esposa e tentar acertar as coisas. Gavin vira as costas para acender um cigarro enquanto o cliente calmamente se levanta e caminha para fora do escritório. Gavin sorri, liga para sua esposa e diz que logo vai estar em casa, que ele a ama, olhando através da janela.

## Elenco
- Michael Douglas como Oliver Rose
- Kathleen Turner como Barbara Rose
- Danny DeVito como Gavin D'Amato
- Marianne Sägebrecht como Susan
- Dan Castellaneta como cliente de Gavin
- Sean Astin como Josh Rose, de 17 anos
- Trenton Teigen como Josh Rose, de 10 anos
- Heather Fairfield como Carolyn Rose, de 17 anos
- G.D. Spradlin como Harry Thurmont
- Peter Donat como Jason Larrabee
- David Wohl como Dr. Gordon
- Shirley Mitchell como Sra. Dewitt

## Prêmios
| Prêmio                          | Categoria                         | Pessoa            | Resultado |
| ------------------------------- | --------------------------------- | ----------------- | --------- |
| British Academy Film Awards     | Melhor Roteiro Adaptado           | Michael J. Leeson | Indicado  |
| Festival de Berlim Urso de Ouro | Melhor Diretor                    | Danny DeVito      | Indicado  |
| Prêmios Globo de Ouro           | Melhor Filme – Musical ou Comédia | James L. Brooks   | Indicado  |
| Prêmios Globo de Ouro           | Melhor Filme – Musical ou Comédia | Arnon Milchan     | Indicado  |
| Prêmios Globo de Ouro           | Melhor Ator – Musical ou Comédia  | Michael Douglas   | Indicado  |
| Prêmios Globo de Ouro           | Melhor Atriz – Musical ou Comédia | Kathleen Turner   | Indicado  |